# Larry Lamb
Lawrence Douglas "Larry" Lamb es un actor inglés, más conocido por haber interpretado a Archie Mitchell en la serie EastEnders.

## Biografía
Es hijo de Jessie White y Ronald "Ron" Douglas Lamb, es el mayor de cuatro hijos, tiene una hermana Penny y dos hermanos uno de ellos llamado, Wesley Lamb. Sus padres se divorciaron cuando era pequeño.
En 1968 a los 21 años se casó con Anita, pero se separaron poco después, la pareja tuvo una hija Vanessa Clare Lamb.
En enero de 1979 se casó con Linda Martin, la pareja tiene un hijo el presentador George Lamb y más tarde se divorción en 1996.
Desde 1996 sale con la actriz y cantante inglesa Clare Burt, la pareja tiene dos hijas, Eloise Alexandra Lamb y Eva-Mathilde Lamb.

## Carrera
En 1981 se unió al elenco principal de la serie Triangle donde interpretó a Matt Taylor hasta 1983.
Entre el 2004 y el 2005 interpretó al abogado Jonathan Fox en la serie policíaca The Bill.
En el 2006 apareció como invitado en la exitosa y popular serie de espías británica Spooks.
En el 2007 se unió al elenco principal de la serie Gavin & Stacey donde interpretó a Mick hasta el final de la serie en el 2010.
El 8 de julio de 2008 se unió al elenco de la exitosa serie británica EastEnders donde interpretó al malvado Archie Mitchell, hasta el 28 de diciembre de 2009 después de que su personaje muriera de un golpe en la cabeza.
En febrero del 2010 apareció en el programa The Weakest Link donde concursó junto a algunos de sus compañeros de EastEnders entre ellos Adam Woodyatt, Laila Morse, Laurie Brett, Todd Carty, Ricky Groves, John Partridge, John Altman y Charlie G. Hawkins.

## Filmografía

### Series de televisión
| Año         | Título                                     | Personaje            | Notas                                             |
| ----------- | ------------------------------------------ | -------------------- | ------------------------------------------------- |
| 2015        | New Tricks                                 | Ted Case             | 9 episodios                                       |
| 2013        | Love & Marriage                            | Tommy Sutherland     | 6 episodios                                       |
| 2007 - 2010 | Gavin & Stacey                             | Mick                 | 20 episodios                                      |
| 2008 - 2009 | EastEnders                                 | Archie Mitchell      | 150 episodios                                     |
| 2006        | Spooks                                     | Iain Kallis          | episodio # 5.3                                    |
| 2006        | Silent Witness                             | Max Wheaton          | 2 episodios                                       |
| 2004 - 2005 | The Bill                                   | Jonathan Fox         | 22 episodios                                      |
| 2005        | Murphy's Law                               | George Garvey        | 4 episodios                                       |
| 2005        | Cathedral                                  | Thomas Beckett       | miniserie                                         |
| 2001        | Midsomer Murders                           | Melvyn Stockard      | episodio "Who Killed Cock Robin?"                 |
| 2001        | Kavanagh QC                                | Alan Rainer          | episodio "The End of Law"                         |
| 1999        | Casualty                                   | Padre Peter Harker   | episodio "Everybody Hurts"                        |
| 1999        | Taggart                                    | Martin Strange       | episodio "Fearful Lightning"                      |
| 1998        | Supply & Demand                            | Simon Hughes         | 6 episodios - miniserie                           |
| 1996        | Annie's Bar                                | Terry Dunning        | 10 episodios                                      |
| 1996        | Our Friends in the North                   | Alan Roe             | 2 episodios - miniserie                           |
| 1996        | Strangers                                  | Leonard              | episodio "The One You Love"                       |
| 1995        | Class Act                                  | Jimmy Hunt           | episodio # 2.2                                    |
| 1995        | A Touch of Frost                           | Mike Ross            | episodio "Dead Male One"                          |
| 1994        | The Wimbledon Poisoner                     | Dr. Donald Templeton | 2 episodios                                       |
| 1994        | In Suspicious Circumstances                | Weldon Atherstone    | episodio "Death Scene"                            |
| 1992        | Get Back                                   | Albert Sweet         | 3 episodios                                       |
| 1992        | Between the Lines                          | Dennis Ralston       | episodio "Nobody's Fireproof"                     |
| 1992        | Lovejoy                                    | Gerald Somers        | 2 episodios                                       |
| 1991        | Screenplay                                 | -                    | episodio "Broke"                                  |
| 1988        | Fratelli                                   | Mauro Barberi        | miniserie                                         |
| 1987        | Theatre Night                              | Sargento             | episodio "The Devil's Disciple"                   |
| 1986        | Boon                                       | Alan Prendergast     | episodio "Northwest Passage to Acock's Green"     |
| 1985        | Christopher Columbus                       | Don Castillo         | miniserie                                         |
| 1984        | Minder                                     | Greg Collins         | episodio " If Money Be the Food of Love, Play On" |
| 1983        | Jemima Shore Investigates                  | Max Highams          | episodio "The Damask Collection"                  |
| 1981 - 1983 | Triangle                                   | Matt Taylor          | 78 episodios                                      |
| 1982        | Saturday Night Thriller                    | Albert               | episodio "A Gift of Tongues"                      |
| 1980        | The Professionals                          | Jack Craine          | episodio "Wild Justice"                           |
| 1980        | Fox                                        | Joey Fox             | 13 episodios                                      |
| 1980        | Armchair Thriller                          | Chalky White         | episodio "Dead Man's Kit"                         |
| 1979        | The Dick Francis Thriller: The Racing Game | Steve                | episodio "Horsenap"                               |
| 1979        | Hazell                                     | Ned Barrow           | episodio "Hazell and the Public Enemy"            |
| 1977        | The New Avengers                           | Williams             | episodio "Trap"                                   |

### Películas
| Año  | Título                                            | Personaje         | Notas                                                                                              |
| ---- | ------------------------------------------------- | ----------------- | -------------------------------------------------------------------------------------------------- |
| 2015 | Meet Pursuit Delange: The Movie                   | Sam Walters       | junto a Stephanie Leonidas, Jason Flemyng, Colin Salmon, Peter Bowles y Tom Chambers               |
| 2014 | Beachcomber                                       | Stephen           | corto - junto a Neil Newbon, Aidan Stephenson, Lynette Creane, Alec Gray y Kitty Dearlove-Richards |
| 2013 | Verona                                            | Capulet           | corto - junto a Ollie Marsden, Jack Hardwick, Jennifer Kirby y Graham Dickson                      |
| 2013 | Rose, Mary and Time                               | Padre de Barney   | corto - junto a Zak Lee, Isla Lindsay, Bhasker Patel, Norma Dixit y Lizzie Worsdell                |
| 2011 | Two Minutes                                       | William           | corto - junto a Jodie Whittaker y Perri Snowdon                                                    |
| 2009 | Blood: The Last Vampire                           | General McKee     | junto a Gianna Jun, Allison Miller, Liam Cunningham, JJ Feild y Colin Salmon                       |
| 2004 | Fakers                                            | Harvey Steed      | junto a Matthew Rhys, Kate Ashfield, Tom Chambers, Tony Haygarth, Art Malik y Edward Hibbert       |
| 2004 | Deadlines                                         | Paul Baker        | junto a Stephen Moyer, Anne Parillaud, Omid Djalili y Georges Siatidis                             |
| 2000 | One of the Hollywood Ten                          | Will Geer         | junto a Jeff Goldblum, Greta Scacchi, Christopher Fulford, Geraint Wyn Davies y Sean Chapman       |
| 2000 | Essex Boys                                        | Peter Chase       | junto a Charlie Creed-Miles, Sean Bean, Alex Kingston, Tom Wilkinson y Billy Murray                |
| 1999 | The Blonde Bombshell                              | Will Humphreys    | junto a Keeley Hawes, Eamon Boland y Rupert Graves                                                 |
| 1998 | Place Vendôme                                     | Christopher Makos | junto a Catherine Deneuve, Jean-Pierre Bacri, Emmanuelle Seigner y François Berléand               |
| 1997 | The Missing Postman                               | Trevor Ramsay     | junto a James Bolam, Holliday Grainger, Alison Steadman y Jim Carter                               |
| 1994 | White Goods                                       | Jonnie Dow        | junto a Lenny Henry, Ian McShane, Rachel Weisz y Chris Barrie                                      |
| 1994 | Doggin' Around                                    | Ken               | junto a Elliott Gould, Geraldine James, Alun Armstrong, Ewan McGregor y Jamie Foreman              |
| 1992 | Fool's Gold: The Story of the Brink's-Mat Robbery | Kenneth Noye      | junto a Sean Bean, Trevor Byfield y George Jackos                                                  |
| 1990 | A Little Piece of Sunshine                        | Desmond Hannah    | junto a Chris Cooper, Lauren Bacall, Ed Amatrudo y Jay Amor                                        |
| 1989 | Pursuit                                           | Davi              | junto a Jakov Baron, Geoffrey Bateman y Branko Blace                                               |
| 1988 | Buster                                            | Bruce Reynolds    | junto a Phil Collins, Julie Walters y Stephanie Lawrence                                           |
| 1987 | Hearts of Fire                                    | Jack Rosner       | junto a Bob Dylan, Rupert Everett y Julian Glover                                                  |
| 1987 | Ubac                                              | Larry             | junto a Richard Bohringer y Pierre Malet                                                           |
| 1987 | Harry's Kingdom                                   | Terry Stewart     | junto a Timothy West, Peter Vaughan y Jim Carter                                                   |
| 1986 | Slip-Up                                           | -                 | junto a Suzana Borges, Philip Jackson y Alastair Cumming                                           |
| 1985 | Shadey                                            | Dick Darnley      | junto a Antony Sher, Patrick Macnee y Katherine Helmond                                            |
| 1985 | Underworld                                        | Roy Bain          | junto a Denholm Elliott, Steven Berkoff y Sean Chapman                                             |
| 1984 | Flight to Berlin                                  | -                 | junto a Tusse Silberg, Paul Freeman y Lisa Kreuzer                                                 |
| 1984 | Mon ami Washington                                | Ben Carlson       | junto a Elizabeth Grosz, Benoît Régent y Vernon Dobtcheff                                          |
| 1983 | Superman III                                      | Minero            | junto a Christopher Reeve, Richard Pryor, Annette O'Toole, Annie Ross y Robert Vaughn              |
| 1978 | Superman                                          | Reportero         | junto a Marlon Brando, Gene Hackman, Christopher Reeve, Jackie Cooper y Margot Kidder              |

### Productor
| Año  | Título                       | Notas               |
| ---- | ---------------------------- | ------------------- |
| 1993 | The Incredible Crash Dummies | productor ejecutivo |

### Apariciones
| Año  | Programa                  | Notas       |
| ---- | ------------------------- | ----------- |
| 2011 | Who Do You Think You Are? | concursante |
| 2010 | The Weakest Link          | concursante |

### Teatro
| Año         | Obra                   | Personaje | Director              | Teatro            | Notas                                                                  |
| ----------- | ---------------------- | --------- | --------------------- | ----------------- | ---------------------------------------------------------------------- |
| 2011 - 2012 | Aladdin                | Abanaza   | -                     | Ashcroft Theatre  | junto a Joe Tracini, Antony Hansen, Quinn Patrick y Nathaniel Morrison |
| 2001        | Hamlet                 | -         | Steven Pimlott        | Barbican Theatre  | junto a Samuel West, Marty Cruikshank y Ben Meyjes                     |
| 1994        | Butterfly Kiss         | -         | Steven Pimlott        | Almeida Theatre   | junto a Susan Brown, Oliver Cotton y Sandra Dickinson                  |
| 1994        | The Sisters Rosensweig | -         | -                     | -                 | junto a Janet Suzman y Maureen Lipman                                  |
| 1992        | Making It Better       | -         | Michael Rudman        | Criterion Theatre | junto a Jane Asher, David de Keyser y Rufus Sewell                     |
| 1989        | A Madhouse in Goa      | -         | Robert Allan Ackerman | Lyric Theatre     | junto a Vanessa Redgrave, Rupert Graves y Arthur Dignam                |
| 1978        | Filumena               | -         | Franco Zeffirelli     | -                 | junto a Joan Plowright, Colin Blakely y Patricia Hayes                 |

## Premios y nominaciones
| Año  | Categoría                | Premio             | Serie      | Resultado |
| ---- | ------------------------ | ------------------ | ---------- | --------- |
| 2010 | Best Exit                | Inside Soap Award  | EastEnders | Nominado  |
| 2010 | Best Villian of the Year | British Soap Award | EastEnders | Ganador   |
| 2009 | Villian of the Year      | British Soap Award | EastEnders | Nominado  |
| 2009 | Best Bad Boy             | Inside Soap Award  | EastEnders | Ganador   |